# شرکت ملی مهندسی و ساختمان نفت ایران
شرکت ملی مهندسی و ساختمان نفت ایران یکی از شرکت‌های تابعۀ شرکت ملی پالایش و پخش فراورده‌های نفتی ایران است، که در زمینه اجرای کلیه طرح‌های زیربنایی در بخش پایین دستی صنعت نفت اعم از احداث پالایشگاه‌ها، مخازن ذخیره‌سازی، احداث خطوط لوله انتقال نفت خام و فراورده‌های نفتی فعالیت می‌کند.
پیشینه تأسیس این شرکت به دهه ۱۳۴۰ درپی ایجاد پالایشگاه اول بازمی‌گردد، که به عنوان بخش مدیریت طرح‌های مخصوص در شرکت ملی نفت ایران در زمینه مدیریت بر خطوط لوله سراسری نفت‌وگاز فعالیت خود را آغاز نمود.
از سوابق شرکت ملی مهندسی و ساختمان نفت ایران می‌توان به احداث پالایشگاه شازند اراک، احداث پالایشگاه بندرعباس، پالایشگاه تهران، پالایشگاه تبریز، انبار نفت اردبیل، ساخت کارخانه روغن‌سازی اصفهان (شرکت نفت سپاهان) و پروژه در دست اجرای طرح توسعه پالایشگاه آبادان اشاره نمود.